# Kossuth (városrész)
Kossuth (1890-ig Kossut, szlovákul Košúty) egykor önálló község, ma Turócszentmárton városrésze Szlovákiában, a Zsolnai kerületben, a Turócszentmártoni járásban.

## Fekvése
Turócszentmárton központjától északra, a 18-as és a 65-ös út találkozásánál, a Turóc jobb partján található.

## Története
A Kossuth család ősi fészke. Neve a szláv košut (= kecskebak) főnévből származik, mások szerint a kos magyar szóból ered a neve. Eredetileg a turóci várbirtokok közé tartozó Zábor-földnek egyik része volt. A falu akkor keletkezett, amikor a Kossuth család őse, Math fia Kosuth Pósa fia Koccsal és Voyan fia Voiszlóval a Turóc folyó jobb partján IV. Béla királytól földet kapott. Mivel az első adománylevelet Detre zólyomi ispán megsemmisítette, 1263-ban a király újból megerősítette a családot birtokában, ebben Turóc megyei nemesekként említve őket. A birtokból Kosuthnak és Voiszlónak jutott harmad rész, ebből alakult ki a későbbi település. Ekkor a falu még több oklevélben „Udvard” néven szerepel. 1359-ben Kosuth fia András kapott oltalomlevelet a birtokra a szomszédos Révayfalva lakóinak támadásai ellen. 1360-ban a birtokot András fiai és Pál testvére örökölte. 1374-ben Kosuth Pál a velenceiek elleni harcokban szerzett érdemeiért Nagy Lajos királytól Udvard falut örökös birtokul kapta. A falu neve a 15. század végétől változott Udvardról Kossuthfalvára. 1487-ben a község felét zálogbirtokul a Detrich család szerezte meg, majd tőlük 1506-ban a Zablati család, később pedig a Révayak birtokaként a szklabinyai uradalom része lett. A zálogba adott birtokrészt az 1650-es években Kossuth Miklós szerezte vissza.
A 18. század végén Vályi András így ír róla: „KOSSUTH. Falu Túrócz Várm. földes Ura Kossút Uraság, lakosai leg inkább evangelikusok, ’e mellet van egy hegyetske, melly Hradek Várnak neveztetik, ez a’ természettől olly jelesen van el készítve; mintha nemzetséggel vólna alkotva, hoszszas kerekségű, és a’ tetője egyenes, a’ közepén van valamelly régi épűletnek omladékja, hihető hogy valaha Vár lehetett ottan, a’ honnan most is annak hívattatik, fekszik Szent Mártonynak szomszédságában, és annak filiája, határja is hozzá hasonlító.”
Fényes Elek 1851-ben kiadott geográfiai szótárában így ír a faluról: „Kossuth, Thurócz m. kis tót falu, a Jordán patakja mellett: 26 kath., 58 evang. lak., és jó határral. F. u. Kossuth család. Sz.-Mártontól északra 1/2 órányira. Ut. p. Thurócz-Zsámbokrét.”
1910-ben 26, túlnyomórészt szlovák lakosa volt. A trianoni diktátumig Turóc vármegye Turócszentmártoni járásához tartozott.
1949–1955 között csatolták Turócszentmártonhoz.